# Râul Doftana, Prahova
Râul Doftana este un curs de apă, afluent al râului Prahova. Cursul superior al râului, amonte de confluența cu Urlățelu este uneori cunoscut drept Râul Predeluș.
Râul Doftana își are izvorul în muntele Paltinu, situat la vest de Pasul Predeluș din Munții Baiului. De la obârșie până la vărsarea în Râul Prahova are peste 50 de km lungime, suprafața bazinului fiind de 418 km². Dacă la izvor debitul este mic, fiind alintat Doftănița, râul primește din ambele părți afluenți dispuși aproape simetric. Din partea vestică, din Munții Baiului coboară cu repeziciune pâraiele: Mușița, Glodeasa, Orjogoaia, Valea Seacă, Prislop, Florei, Brădeasa și Secăria iar din Munții Grohotiș, dinspre est, Doftana adună apele pâraielor Negraș, Cucioaia, Mogoșoaia, Ermeneasa, Ghimpoasa, Vlădișor, Păltinoasa, Purcaru, Lupa.
La confluența rîului Doftana cu pâraiele Păltinoasa și Secăria a fost amenajat Lacul de acumulare și Barajul Paltinu, un sistem hidroenergetic cu rolul de alimentare cu apă potabilă și industrială a municpiilor Câmpina și Ploiești, a platformei industriale Brazi și producerea de energie electică cu o microhidrocentrală cu o puterea de 10 MW.